# جان بالداچی
جان بالداچی (انگلیسی: John Baldacci؛ زادهٔ ۳۰ ژانویهٔ ۱۹۵۵) سیاست‌مدار اهل ایالات متحده آمریکا است.
وی فرماندار ایالت مین بود.